# تشاناتيب سونغكراسين
تشاناتيب سونغكراسين (بالتايلندية: ชนาธิป สรงกระสินธ์) (Chanathip Songkrasin) (مواليد 5 أكتوبر 1993) هو لاعب كرة قدم. يلعب مع منتخب تايلاند لكرة القدم.

## وصلات خارجية
- تشاناتيب سونغكراسين على موقع رابطة كرة القدم اليابانية للمحترفين (اليابانية)
- تشاناتيب سونغكراسين على موقع إي إس بي إن إف سي (الإنجليزية)
- تشاناتيب سونغكراسين على موقع قاعدة بيانات كرة القدم.إي يو (الإنجليزية)
- تشاناتيب سونغكراسين على موقع ناشيونال فوتبول تيمز (الإنجليزية)
- تشاناتيب سونغكراسين على موقع Soccerbase.com (لاعب) (الإنجليزية)
- تشاناتيب سونغكراسين على موقع Soccerway.com (الإنجليزية)
- تشاناتيب سونغكراسين على موقع عالم كرة القدم.نت (الإنجليزية)
- National Football Teams